# اوبونشول-او-باک
اوبونشول-او-باک (به فرانسوی: Aubencheul-au-Bac) یک کمون در فرانسه است که در canton of Cambrai-Ouest واقع شده‌است. اوبونشول-او-باک ۳٫۲ کیلومتر مربع مساحت دارد.